# پرتبو
پرتبو (به اسپانیایی: Portbou) یک شهرستان در اسپانیا است که در اسپانیا واقع شده‌است.

## خصوصیات
پرتبو ۹٫۲۱ کیلومترمربع مساحت و ۱٬۳۰۷ نفر جمعیت دارد و ۲۸ متر بالاتر از سطح دریا واقع شده‌است.